# Gnophos ochracearia
Gnophos ochracearia är en fjärilsart som beskrevs av Otto Staudinger 1901. Gnophos ochracearia ingår i släktet Gnophos och familjen mätare. Inga underarter finns listade i Catalogue of Life.